# Liste der Herren und Fürsten von Joinville
Der Bau der Burg von Joinville im Jahre 1027 durch Étienne de Vaux steht am Beginn der Herrschaft. Die Herren von Joinville stiegen im hohen Mittelalter zum führenden Adel der Champagne auf. Seit Gottfried III. ist das Amt eines Seneschalls der Champagne in der Familie erblich. Dessen Urenkel, Jean de Joinville, wurde als Biograph König Ludwigs des Heiligen bekannt.
Für François de Lorraine wurde Joinville im Jahr 1552 durch König Heinrich II. in den Rang eines Fürstentums erhoben, mit dem der Titel Prince de Joinville verbunden war.

## Erstes Haus der Herren von Joinville
- 1027–1060 Stephan (Étienne de Vaux)
- 1060–1080 Gottfried I. Sohn
- 1080–1096 Gottfried II. Sohn
- 1096–1128 Roger Sohn
- 1128–1184 Gottfried III. der Alte Sohn
- 1184–1190 Gottfried IV. Sohn
- 1190–1204 Gottfried V. Sohn
- 1204–1233 Simon Bruder
- 1233–1317 Johann Sohn
- 1317–1343 Anselm Sohn
- 1343–1365 Heinrich (Graf von Vaudémont) Sohn
- 1365–1418 Margarethe (Gräfin von Vaudémont) Tochter

## Haus Lothringen-Vaudémont
- 1392–1415 Friedrich I. (Graf von Vaudémont) Sohn Herzog Rudolfs von Lothringen, Ehemann Margarethes
- 1415–1447 Antoine (Graf von Vaudémont) Sohn
- 1447–1470 Friedrich II. (Graf von Vaudémont) Sohn
- 1470–1476 Nicolas Sohn
- 1476–1508 René (II.) (Graf von Vaudémont und Herzog von Lothringen) Bruder

## Haus Lothringen-Guise
- 1508–1550 Claude (Herzog von Guise) Sohn
- 1550–1563 François Le Balafré (Herzog von Guise) Sohn
- 1563–1588 Heinrich I. Le Balafré (Herzog von Guise) Sohn
- 1588–1640 Charles (Herzog von Guise) Sohn
- 1640–1641 Henri II. (Herzog von Guise) Sohn
- 1641–1654 Henriette Catherine de Joyeuse (Herzogin von Joyeuse) Mutter von Henri II. und Louis
- 1654–1664 Louis (Herzog von Joyeuse) Sohn
- 1664–1671 Louis Joseph (Herzog von Guise und Joyeuse) Sohn
- 1671–1675 François Joseph (Herzog von Guise und Joyeuse) Sohn
- 1675–1688 Marie (Herzogin von Guise und Joyeuse) Tochter von Charles

Das Fürstentum Joinville fiel an Herzogin von Montpensier (gemäß Testament vom 6. Februar 1686, Urteil der Grand’Chambre des Pariser Parlements vom 26. April 1689 und Teilungsvertrag der Erbinnen).

## Haus Bourbon-Orléans
- 1688–1693 Anne Marie Louise (Herzogin von Montpensier) Tochter von Jean-Baptiste Gaston de Bourbon, duc d’Orléans
- 1693–1701 Philippe I. (Herzog von Orléans) Sohn von König Ludwig XIII.
- 1701–1723 Philipps II. (Herzog von Orléans, Regent von Frankreich) Sohn
- 1723–1752 Louis (Herzog von Orléans) Sohn
- 1752–1785 Louis Philippe I. (Herzog von Orléans) Sohn
- 1785–1793 Louis-Philippe II. Joseph (Philippe Égalité) (Herzog von Orléans) Sohn
- 1793–1830 Louis Philippe (Herzog von Orléans, König der Franzosen) Sohn
- 1830–1842 Ferdinand Philippe (Herzog von Orléans und Chartres) Sohn
- 1842–1900 François Bruder
- 1900–1910 Robert (Herzog von Chartres) Sohn von Ferdinand Philipp
- 1910–1940 Jean (Herzog von Guise, Thronprätendent) Sohn
- 1940–1999 Henri Robert (Graf von Paris, Thronprätendent) Sohn
- 1999–2019 Henri Philippe (Graf von Paris, Thronprätendent) Sohn
- seit 2019 Jean (Graf von Paris, Thronprätendent) Sohn

## Wappen

Altes Wappen des Hauses Joinville
Wappen des Hauses Joinville seit Gottfried V.
Wappen des Hauses Lothringen-Vaudémont
Wappen des Hauses Lothringen-Guise